# Povest' o Neistovom
Povest' o Neistovom (Повесть о «Неистовом») è un film del 1947 diretto da Boris Andreevič Babočkin.